# Rattus xanthurus
Rattus xanthurus es una especie de roedor de la familia Muridae.

## Descripción
Roedor de pequeñas dimensiones, con una longitud de la cabeza y el cuerpo de entre 240 y 260 mm, una longitud de la cola de entre 293 y 330 mm y una longitud de la pata de entre 45 y 48 mm.

En parte dorsal presenta un color gris oscuro, con reflejos negros. La parte ventral del animal es blanca. El dorso de las patas es marrón oscuro. La cola es más larga que la longitud de la cabeza y el cuerpo juntos. Su cariotipo es 2n=42 FN=59-60.

## Biología

### Comportamiento
Es una especie terrícola.

### Distribución geográfica
Se encuentra sólo en Indonesia. Es endémica de la parte noreste de Sulawesi.
Vive en la foresta húmeda tropical de llanura primaria hasta los 1.000 metros de altitud.

## Estado de conservación
La IUCN Red List, considera que su hábitat se encuentra limitado y seriamente fragmentado, por lo que se clasifica a R. xanthurus como especie vulnerable (VU).